# 手槍 (電影)
《手槍》（英語：The Pistol），又作《手鎗》，是1961年邵氏出品的一部香港黑白電影，由高立執導，王引、李香君及鄧小宇主演，改編自徐訏的同名短篇小說。王引憑本片拿下第1屆金馬獎最佳男主角。

## 劇情
一家之主沈家光（王引 飾）長年失業、身無分文，妻子陸小音（李香君 飾）病重，兒子小光（鄧小宇 飾）不得不輟學，如今沈氏一家只靠典當家中舊物勉強過日。後來在鄰居小張（陳厚 飾）和小李（胡金銓 飾）的介紹下，沈家光與妻到片場當起臨時演員，不無小補。不料妻子突然病發，沈家光為全心照顧她又只好放棄工作。
沈家光本性善良，但在種種困難不斷打擊下，走投無路的他把心一橫，以兒子拾來之玩具手槍行劫單身女子，竟然屢次得手。犯罪得來的錢使家計漸見改善，妻子的病慢慢好起來，兒子也能重新上學。
某夜，沈家光在巴士上偷竊鄰座女乘客（李麗華 飾）的錢包，小張和小李為其頂罪。得以脫身的沈家光深自悔恨，決心待妻康復後金盆洗手。 一段時間過去，決定幹最後一次的沈家光尾隨酒吧舞女（莫愁 飾）至暗巷行劫，舞女大喊惹來警察追捕，沈家光當場就擒。

## 角色
| 演員   | 角色     | 備註                     |
| 王引   | 沈家光   | 失業多年，以假手槍行劫   |
| 李香君 | 陸小音   | 沈家光之妻，患重症       |
| 鄧小宇 | 沈小光   | 沈家光與陸小音之子，失學 |
| 李麗華 | 巴士乘客 | (客串) 被沈家光偷去錢包  |
| 樂蒂   | 女主角   | (客串)                   |
| 杜娟   | 交際花   | (客串)                   |
| 劉亮華 | 劉姑娘   | (客串) 鄰居              |
| 丁寧   | 黃小姐   | (客串)                   |
| 丁紅   | 工廠女工 | (客串)                   |
| 范麗   | 金小姐   | (客串)                   |
| 陳厚   | 小張     | (客串) 鄰居              |
| 胡金銓 | 小李     | (客串) 鄰居              |
| 趙雷   | 巴士乘客 | (客串)                   |
| 莫愁   | 交際花   | (客串) 被沈家光尾隨行劫  |
| 石英   |          | (客串)                   |
| 尤光照 | 嫖客     | (客串)                   |
| 彭鵬   |          | (客串)                   |
| 羅維   | 大亨     | (客串)                   |
| 張沖   |          | (客串)                   |
| 王沖   |          | (客串)                   |
| 洪波   |          | (客串)                   |
| 朱牧   |          | (客串)                   |
| 賀賓   |          | (客串)                   |
| 王月汀 |          | (客串)                   |
| 楊志卿 |          | (客串)                   |
| 蘇祥   |          |                          |
| 高翔   | 阿英母   |                          |
| 吳莎   |          |                          |
| 劉仁傑 |          |                          |
| 洛奇   |          |                          |
| 張敏   |          |                          |
| 張仲文 | 巴士乘客 |                          |
| 喬莊   | 牧師     |                          |
| 李昆   |          |                          |

## 獎項
| 年份 | 頒獎典禮    | 獎項       | 名字 | 結果 |
| ---- | ----------- | ---------- | ---- | ---- |
| 1962 | 第1届金馬獎 | 最佳男主角 | 王引 | 獲獎 |

## 外部連結
- 香港影庫上《手槍》的資料（繁體中文）
- 豆瓣电影上《手槍》的資料 （简体中文）
- 互联网电影数据库（IMDb）上《手槍》的资料（英文）